# Paul Max Fritz Jahr
Paul Max Fritz Jahr (Halle, 18 de janeiro de 1895 - Halle, 1 de outubro de 1953) foi um teólogo alemão responsável por empregar, pela primeira vez, o termo Bioética, no ano de 1927, em seu clássico artigo na revista Kosmos intitulado "Bioética:uma revisão do relacionamento ético dos humanos em relação aos animais e plantas". Por este feito, é considerado como o precursor da bioética mundial.

## Biografia
Filho de Gustav Maximillian e Auguste Marie Langrock, Fritz Jahr nasceu em um lar protestante, porém foi batizado como católico. Em 1921, recebe a ordenação de pastor, sendo cura da igreja de St john em Dieskau, e posteriormente atua como pastor em Kanena. Casa-se com Berta Elise Neuholz em 1932, não tendo filhos deste casamento e passou seus últimos dias de vida atuando como professor de música.